# Curtiss Model R
El Curtiss Model R fue un avión utilitario producido para el Ejército y la Armada estadounidenses durante la Primera Guerra Mundial.

## Diseño y desarrollo
Era un biplano de dos vanos convencional, con alas ligeramente decaladas de envergaduras desiguales. El avión estaba provisto de dos cabinas abiertas en tándem y tren de aterrizaje fijo de patín de cola, pero muchos fueron fabricados para la Armada con flotadores gemelos reemplazando a las ruedas. Durante el curso de la guerra, los Model R fueron usados para realizar tareas de enlace general y comunicaciones, así como observación, entrenamiento, y como ambulancias aéreas. En la práctica, las plantas motrices de Curtiss suministradas con estos aviones demostraron ser insuficientes, y la mayoría fue reemplazada con motores Liberty. El hidroavión Model R-3 de la Armada tenía envergadura extendida, alas de tres vanos y estaba destinado a ser usado como torpedero. Algunos de estos aparatos fueron más tarde equipados con tren de aterrizaje de ruedas y transferidos al Ejército como bombarderos, bajo la designación Model R-9.

## Variantes

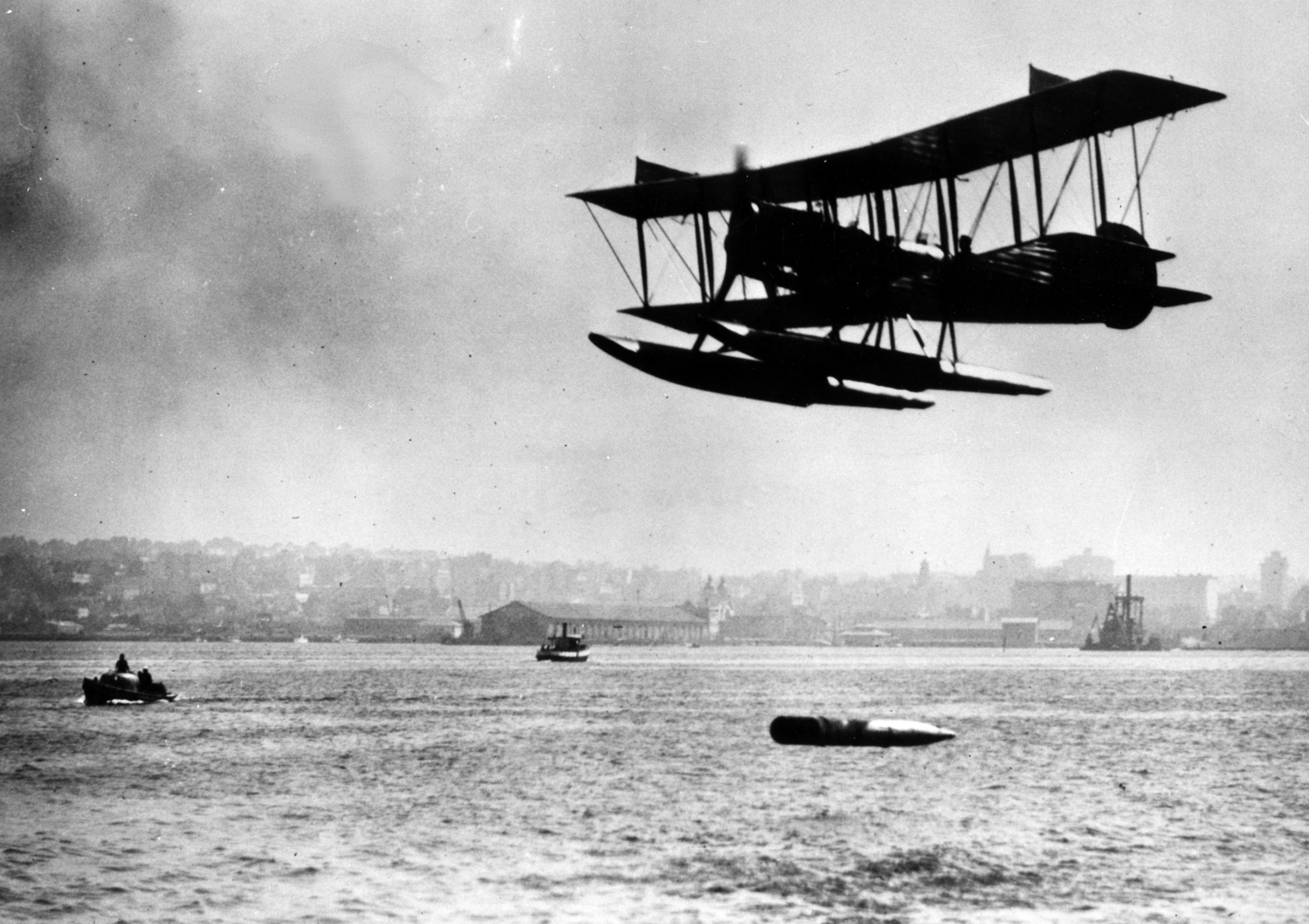
Un R-6L de la Armada estadounidense lanzando un torpedo.

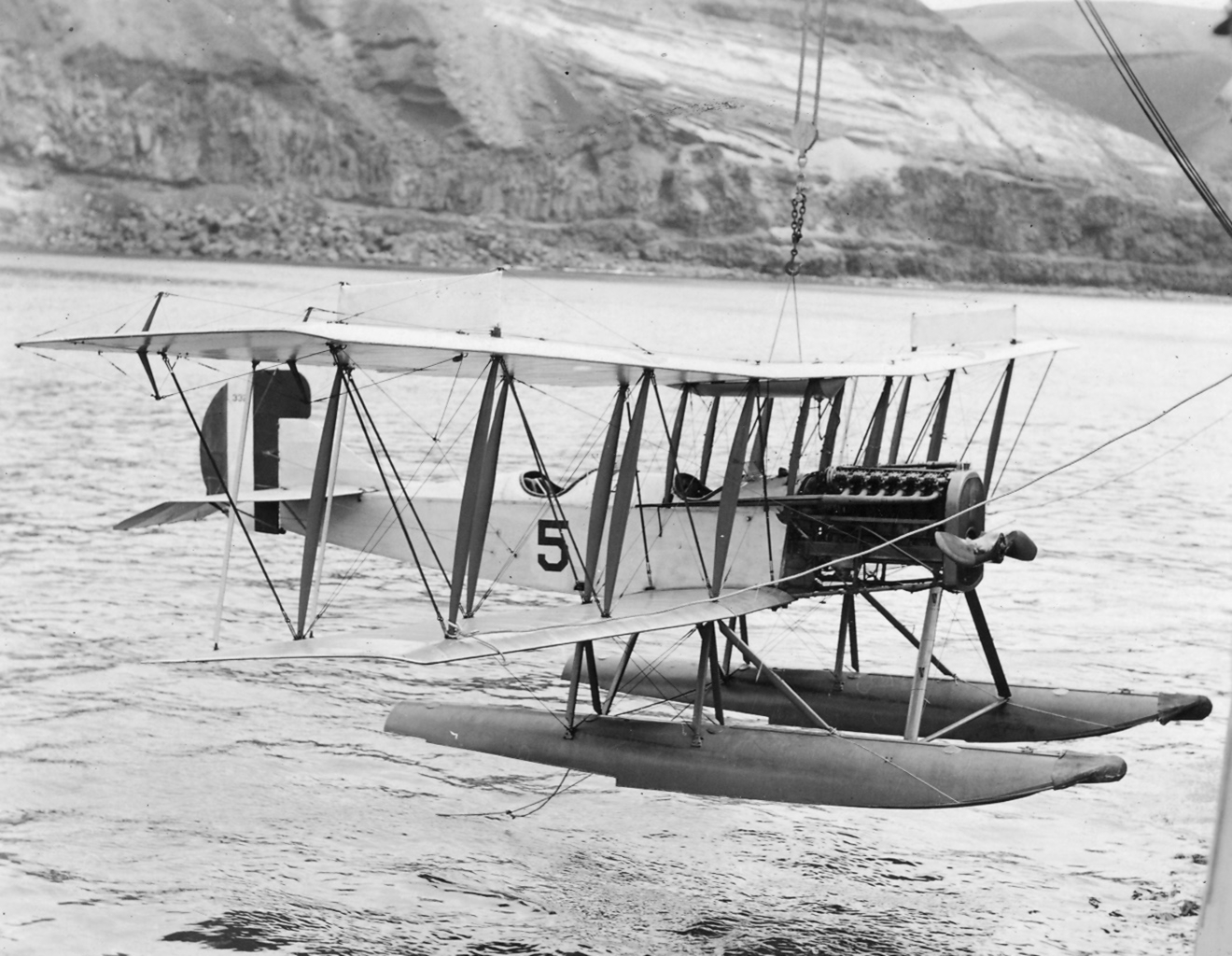
Un R-9 de la Armada estadounidense.

Model R
Prototipo con alas muy decaladas y envergaduras iguales, y con una única y larga cabina para el piloto y el observador. Propulsado por un motor Curtiss V-X de 119 kW (160 hp).
Model R-2
Versión de producción inicial, equipada con alas decaladas de envergaduras desiguales y cabinas bastante separadas para el piloto y el observador. 12 construidos para el Ejército y 100 para el Real Servicio Aéreo Naval.
Model R-2A
Versión única, con alas de misma envergadura, que batió el récord estadounidense de altitud con 2740 m (8105 pies) en agosto de 1915. Uno construido.
Model R-3
Versión de flotadores para la Armada estadounidense, con alas de envergadura aumentada (17,4 m). Dos construidos.
Model R-4
Versión mejorada del R-2 para el Ejército estadounidense, propulsada por un motor Curtiss V-2-3 de 149 kW (200 hp). Al menos, 55 construidos.
Model R-4L
Model R-4 reequipados con motores Liberty L-12. Varios convertidos más 12 construidos nuevos.
Model R-4LM
Conversión de Model R-4L en avión de correos para el Ejército estadounidense, con la cabina delantera convertida en compartimento de correo con capacidad para 181 kg.
Model R-6
Hidroavión biplaza con alas de gran envergadura del R-3, pero propulsado por un motor Curtiss V-2-3. 76 ejemplares entregados a la Armada estadounidense más algunos hidroaviones para el Ejército. Usado en pruebas como torpedero en la posguerra.
Model R-6L
Model R-6 con motor Liberty L-12 de 269 kW (360 hp). 40 aparatos convertidos desde R-6 más 122 construidos nuevos.
Model R-7
Avión terrestre de largo alcance construido para el The New York Times para un intento de vuelo sin escalas de Chicago a Nueva York en 1916. No consiguió completar el vuelo, pero aun así estableció un récord de distancia de 727 km. Equipado con alas de gran envergadura como los R-3 y R-6 y propulsado por un motor Curtiss V-2-3. Uno construido.
Model R-9
Versión bombardero biplaza para la Armada estadounidense, similar al R-6, pero con las posiciones de la tripulación intercambiadas, de tal manera que el piloto se sentaba en la cabina delantera y el observador, en la trasera. 112 construidos para la Armada, diez de los cuales fueron transferidos al Ejército.
Pusher R
Versión propulsora de 1916, basada en las alas del R con nueva góndola del fuselaje acomodando a dos tripulantes. Uno construido.
Twin R
Conversión única experimental bimotora del R-2.

## Operadores
Estados Unidos
- Ejército de los Estados Unidos
- Armada de los Estados Unidos

 Reino Unido
- Real Servicio Aéreo Naval

## Especificaciones (R-2)
Referencia datos: Curtiss Aircraft 1907–1947

### Características generales
- Tripulación: Uno (piloto)
- Longitud: 7,42 m
- Envergadura: 14,00 m (superior), 11,73 m (inferior)
- Superficie alar: 46,90 m2
- Perfil alar: RAF 6[14]
- Peso vacío: 826 kg
- Peso cargado: 1403 kg
- Planta motriz: 1× motor lineal V-8 refrigerado por agua Curtiss VX[15].
  - Potencia: 120 kW (160 hp)
- Hélices: Bipala de paso fijo

### Rendimiento
- Velocidad máxima operativa (Vno): 138 km/h
- Alcance: 6 h 42 min
- Tiempo a altitud: 1200 m (4000 pies) en 10 min

## Aeronaves relacionadas

### Desarrollos relacionados
- Naval Aircraft Factory PT

### Secuencias de designación
- Secuencia Alfabética (interna de Curtiss): ← NC - O - JN - R - S - T
- Secuencia Numérica (interna de Curtiss): 1/A/C/D/E/F - 2 - 3 - 4 - 5 →